# Cataulacus difficilis
Cataulacus difficilis är en myrart som beskrevs av Santschi 1916. Cataulacus difficilis ingår i släktet Cataulacus och familjen myror. Inga underarter finns listade.